# Кім Літтл
Кім Літтл (англ. Kim Little; нар. 29 червня 1990) —  шотландська футболістка, півзахисниця жіночого футбольного клубу «Арсенал» та національної збірної Шотландії.

## Дитинство
Кім Алісон Літтл народилась 29 червня 1990 року в Абердіні, а виросла в Мінтло, маленькому містечку в північній частині Шотландії, розташованому неподалік від міста Пітерхед.
У молодому віці почала грати у футбол разом з батьком і братом. Спочатку  грала у футбол в своїй початковій школі в командах для хлопчиків з Мінтло.
З 10 до 14 років вона виступала вже за дівчачу команду «Buchan Girls». 
В 2005 році Літтл  приєдналася до молодіжної команди «Гіберніан». Заради тренуваннь дівчина їздила приблизно три з половиною години в один бік з Абердиншира до Единбурга.

## Кар'єра
У віці 16 років Кім Літтл дебютувала за дорослу команду жіночого «Гіберніан». У своєму дебютному матчі в шотландській лізі вона оформила хет-трик в грі проти «Гатчинсон Вейл». Під час свого перебування в «Гіберніан» Літтл виграла чемпіонський титул, Кубок Шотландії та Кубок Шотландської ліги. В сезоні 2006—07 вона забила 55 голів у 30 матчах за клуб.  У наступному сезоні —33 гола у 18 матчах.
В березні 2008 року у віці 17 років Літтл приєдналася до лондонського «Арсеналу». Шотландська гравчиня зіграла в кожному матчі чемпіонату сезону 2008—09, забивши при цьому 24 гола. У наступному сезоні Літтл стала кращою бомбардиркою ліги, забивши 22 гола.
У 2011 році жіноча Англійська Прем'єр-Ліга була переформатована в Суперлігу, а Літтл регулярно продовжувала забивати голи і в сезоні 2012 року знову стала кращою бомбардиркою ліги.  «Арсенал» завдяки цьому зміг завоювати свій дев'ятий поспіль титул чемпіона Англії.

## Виступи за збірну
Літтл дебютувала у збірній Шотландії в лютому 2007 року у віці 16 років в матчі проти Японії. Перший гол за збірну вона забила у ворота Росії в березні 2008 року. 
Через важку травму Літтл пропустила Чемпіонат Європи 2017 , але відновившись,  допомогла Шотландії кваліфікуватись на Чемпіонат світу 2019. Це був перший в історії вихід жіночої команди Шотландії на Мундіаль. На тому турнирі Літтл забила гол у матчі з Аргентиною.
1 вересня 2021 року Літтл оголосила про свій ухід із національної збірної.
У загальній складності вона провела  за збірну Шотландії 140 матчів та забила 59 голов.
Також Кім Літтл була однією з двох шотландок, відібраних до складу збірної Великої Британії яка дійшла до чвертьфіналів Олімпійських ігор у Лондоні 2012 року та Олімпійських ігор у Токіо  2020 року.

## Досягнення
Командні
- Чемпіонат Шотландії
  -  Переможниця (1):  2006—07
- Кубок Шотландії
  -  Володарка (1):  2006—07
- Кубок Шотландської ліги
  -  Володарка (1):  2006—07
- Чемпіонат Англії
  -  Переможниця (5): 2008—09, 2009—10, 2011, 2012 2018—19
- Кубок Англії
  -  Володарка  (3): 2008—09, 2010—11, 2012—13
- Кубок Англійської ліги
  -  Володарка (4):   2011, 2012, 2013, 2018
- Чемпіонат Австралії
  -  Переможниця (1):  2015—16

Індивідуальні
- Кім Літтл входить в список з десятки кращих бомбардирок в історії Ліги чемпіонів УЄФА [4]
- Найкраща футболістка року ВВС серед жінок : 2016 [5]
- Найкращий гравець року за версією PFA серед жінок : 2013 [6]
- Гравець року FA серед жінок: 2010 [7]
- MVP Національної жіночої футбольної ліги (NWSL) : 2014
- Golden Boot Національної жіночої футбольної ліги (NWSL): 2014
- Гравець великого фіналу W-ліги: 2016